# マティアス・アルメイダ
マティアス・ヘスス・アルメイダ（Matías Jesús Almeyda、1973年12月21日 - ）は、アルゼンチン・ブエノスアイレス州出身の元同国代表の元サッカー選手。現サッカー指導者。ポジションは、MFで主にボランチとしてプレーした。現在はギリシャ・スーパーリーグのAEKアテネFCの監督を務めている。
CAリーベル・プレートでサッカーを始め、4つの異なる国でプレーし、キャリアの多くをイタリアのクラブで過ごした。また、アルゼンチン代表としてアトランタオリンピックに出場して銀メダルを獲得したほか、FIFAワールドカップにも2度招集されている。
豊富な運動量から、「7つの肺を持つ男」「二つの心臓と四つの肺をもつ男」の異名を取った。また、長髪にもかかわらず"El Pelado" (ハゲ) の愛称で呼ばれた。

## クラブ経歴
ブエノスアイレス州アスルで生まれたアルメイダは、地元及び全国的に強豪のCAリーベル・プレートでプロキャリアを始めた。当初はレオナルド・アストラーダの控えを務め、その後はレギュラーとして1996年のリーグ優勝に貢献した。1996-97シーズン、スペイン・リーガ・エスパニョーラのセビージャFCに当時のアルゼンチン人選手として最高の移籍金900万ドルで加入した。セビージャではレギュラーとしてプレーしていたが、クラブは1シーズンで降格した。
その後、SSラツィオ、パルマAC、インテルナツィオナーレ・ミラノと7年の間にイタリア・セリエAのクラブを渡り歩いた。ラツィオでの3シーズンでは、パルマのGKジャンルイジ・ブッフォンを相手に35ヤードものゴールを決める等ファンから人気を集め、1999-2000シーズンのリーグとコッパ・イタリアの2冠に貢献した。また、UEFAカップウィナーズカップの最後の年では、RCDマヨルカとの決勝戦に先発出場しタイトルを獲得した。
2002年夏、ヴラティスラフ・グレシュコとの交換でインテルナツィオナーレ・ミラノに移籍し、パルマ時代のように再び同胞とコンビを組んだ。それから2年後、アルメイダはイタリアで最後のクラブとなったブレシア・カルチョに自由移籍で加入したが、翌年に下から2番目の順位でセリエBに降格したため、母国に戻りコパ・リベルタドーレスを戦うキルメスACに移籍。チームが大会から敗退した後に現役引退を発表した。
サッカーから離れていた1年半の間にアルメイダは、アルゼンチンを代表としてディエゴ・マラドーナと共に世界中の"Showball"ツアーに参加し、スペインで開催された屋内サッカーのワールドカップにも出場した。その後、同胞のホセ・オスカル・フローレスと共にノルウェー・エリテセリエンの強豪FKリンに入団した。2007年5月13日にデビューしたが、主にリーグ戦は控えで、ノルウェー・カップではレギュラーという状態が続き、同年に放出された直後に再び引退をした。
2009年1月16日、36歳となったアルメイダは故郷に戻り、4部プリメーラCのCAフェニックスと契約を結んだ。短期の在籍の間で2度退場した。
2009年8月19日、キャリアを開始したリーベルに再び入団し、当時の同僚マルセロ・ガジャルド、アリエル・オルテガと再会した。2011年6月、クラブ史上初の2部に降格し、翌月37歳のアルメイダは監督に任命されたため引退した。

## 代表経歴
1996年4月、ボリビア戦でデビューし、アルゼンチン代表として35試合に出場した。また、デビューからほどなくしてアトランタオリンピックのメンバーに選ばれ銀メダル獲得に貢献した。
1998 FIFAワールドカップでは全5試合にスタメン出場、 2002 FIFAワールドカップは1試合のみ出場。

## 代表歴

### 出場大会
- アルゼンチン代表
  - 1998 FIFAワールドカップ (ベスト8)
  - 2002 FIFAワールドカップ (グループリーグ敗退)

### 試合数
- 国際Aマッチ 40試合 1得点（1996年-2003年）[8]

| アルゼンチン代表 | 国際Aマッチ | 国際Aマッチ |
| 年               | 出場        | 得点        |
| ---------------- | ----------- | ----------- |
| 1996             | 6           | 0           |
| 1997             | 6           | 0           |
| 1998             | 11          | 0           |
| 1999             | 0           | 0           |
| 2000             | 3           | 1           |
| 2001             | 5           | 0           |
| 2002             | 4           | 0           |
| 2003             | 5           | 0           |
| 通算             | 40          | 1           |

## タイトル

### 選手時代
CAリーベル・プレート
- コパ・リベルタドーレス：1回（1996）
- プリメーラ・ディビシオン：3回（1993-94A、1994-95A、1996-97A）

SSラツィオ
- セリエA：1回（1999-2000）
- コッパ・イタリア：2回（1997-98、1999-2000）
- スーペルコッパ・イタリアーナ：1回（1998）
- UEFAカップウィナーズカップ：1回（1998-99）
- UEFAスーパーカップ：1回（1999）

パルマ・カルチョ1913
- コッパ・イタリア：1回（2001-02）

### 指導者時代
CAリーベル・プレート
- プリメーラB・ナシオナル：1回（2011-12）

CAバンフィエルド
- プリメーラB・ナシオナル：1回（2013-14）

CDグアダラハラ
- リーガMX：1回（2017C）
- コパMX：2回（2015A、2017C）
- スーペルコパMX：1回（2016）
- CONCACAFチャンピオンズリーグ：1回（2018）

個人
- リーガMX最優秀監督賞：1回（2016-17）
- CONCACAF年間男子最優秀監督賞：1回（2018）